# Japanese Procession of State
Japanese Procession of State è un cortometraggio muto del 1904. Il nome del regista non viene riportato nei credit del film né vi appare quello di un operatore.

## Produzione
Il film fu prodotto dalla Hepworth.

## Distribuzione
Distribuito dalla Hepworth, il documentario - un cortometraggio della lunghezza di venti metri - presumibilmente uscì nelle sale cinematografiche britanniche nel 1904. Nel luglio 1904, fu distribuito anche negli Stati Uniti con il titolo Japanese State Procession dall'Edison Manufacturing Company.
Non si hanno altre notizie del film che si ritiene perduto, forse distrutto nel 1924 quando il produttore Cecil M. Hepworth ormai fallito, cercò di recuperare l'argento del nitrato fondendo le pellicole.